# Host of the Winged
Host of the Winged è il secondo album studio del gruppo musicale Agrimonia, pubblicato nel 2010.

## Tracce
1. Worms – 13:31
2. Cyst – 9:48
3. A Disappearing Act – 9:47
4. Unquiet – 9:29
5. The Burial Tree – 11:29
6. Departure – 2:17
7. Harvest the Discontent – 12:03
8. Serum – 3:40

## Formazione
- Christina - voce
- Björn - batteria
- Mange - basso
- Per - chitarra
- Pontus - chitarra, tastiere, cori